# 約翰·穆爾沙

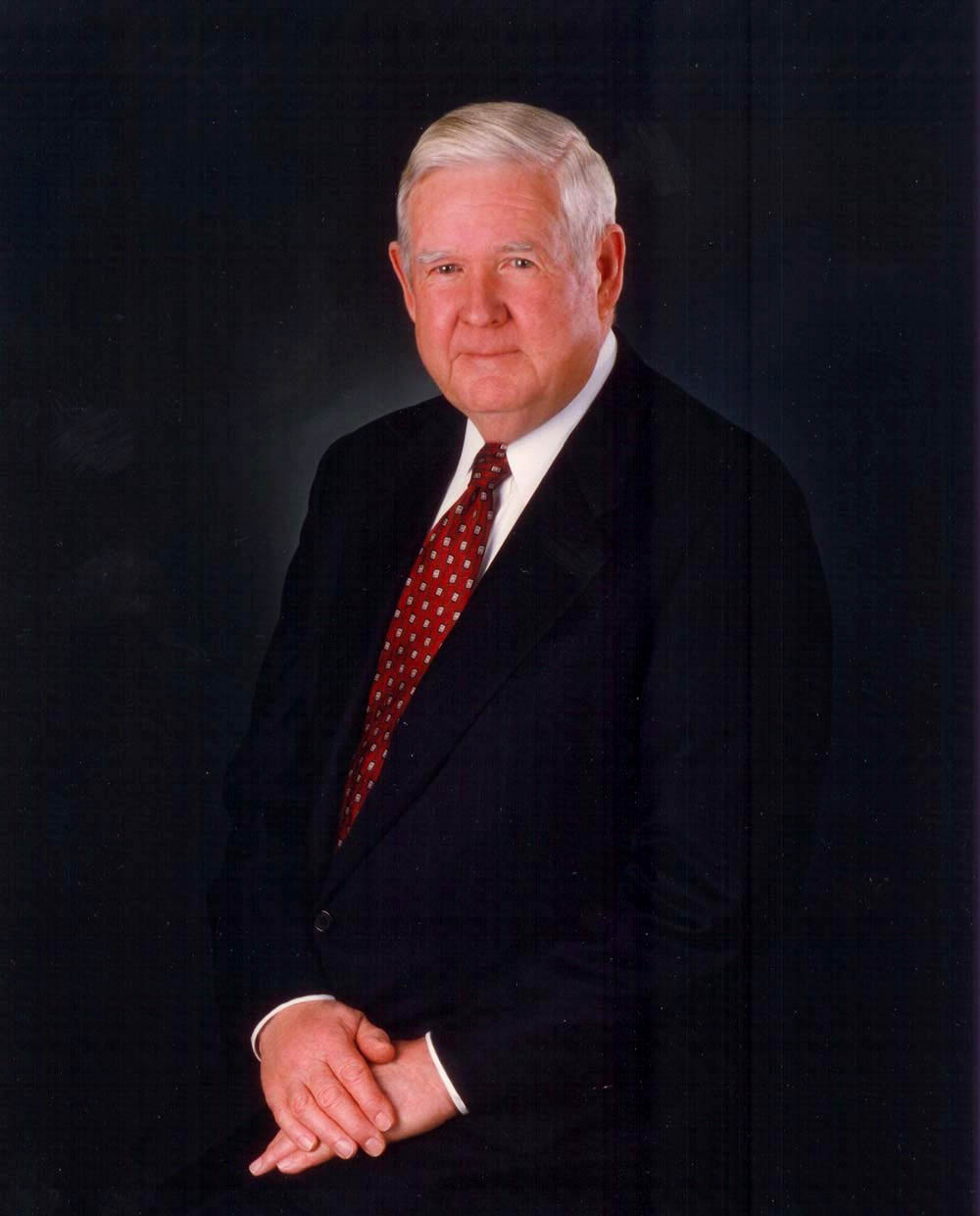
約翰·穆爾沙

小约翰·帕特里克·“杰克”穆尔沙（英語：John Patrick "Jack" Murtha, Jr.，1932年6月17日—2010年2月8日），美國眾議院中美國民主黨黨員，出身自賓州。
自從1974年，他開始代表賓州第十二國會選區出任眾議院議員。該區包括了约翰斯敦、匹兹堡的東南市郊。他曾经是眾議院撥款委員會國防小組主席。
雖然他得到了南希·佩洛西的支持，但他在2006年11月16日於眾院民主黨黨團會議中以86票比149票輸給斯坦利·霍耶而未能成為眾院多數黨領袖。